# المسينخ (بني ضبيان)

تعديل مصدري - تعديل

المسينخ هي إحدى قرى عزلة بني ضبيان بمديرية بني ضبيان التابعة لمحافظة صنعاء، بلغ تعداد سكانها 70 نسمة حسب تعداد اليمن لعام 2004.